# Erve, Lombardiet
Erve är en ort och kommun i provinsen Lecco i regionen Lombardiet i Italien. Kommunen hade 704 invånare (2018).